# Boom Boom (canción de John LeeHoker)
«Boom Boom» es una canción del músico de blues estadounidense John Lee Hooker, lanzada por la discográfica Vee-Jay en 1962.
Posicionada número uno en la lista de sencillos en el Reino Unido. Tiene un vídeo con escenas grabadas en vivo, donde se puede ver a John Lee Hooker tocando la guitarra, en blanco y negro. Ha sido grabada por otros artistas, como la banda británica The Animals en 1965. En 1980 apareció en la película Blues Brothers, interpretando el tema Boom Boom.
Hooker grabó más de 100 discos y vivió los últimos años de su vida en San Francisco, donde tenía un club llamado el "Boom Boom Room", por uno de sus éxitos.

## Posicionamiento
| Lista                      | Número |
| -------------------------- | ------ |
| Gran Bretaña (1962)        | 1      |
| Estados Unidos (Billboard) | 60     |